# The Tide, the Thief & River's End
 (novembre 2019).
Albums de Caligula's Horse
Colossus (EP) Bloom
(2015)
Singles
The Tide, The Thief & River's End est le deuxième album studio du groupe australien de rock progressif Caligula's Horse. Il a été publié par Welkin Records le 4 octobre 2013. L'album a été enregistré par Sam Vallen, Dale Prinsse et Zac Greensill au Heaven's Gate Studios à Brisbane. L'album a été produit par le guitariste Sam Vallen.

## Historique
En septembre 2013, il fut annoncé que le groupe avait signé avec Welkin Entertainment. Leur deuxième album de s'intitulerait The Tide, the Thief & River's End. Pour coïncider avec l'actualité, le single Dark Hair Down sortit avec un clip vidéo. La création de l'album a été relatée dans une série de journaux vidéo téléchargés périodiquement sur YouTube tout au long du processus d'enregistrement, entre avril 2012 et mars 2013. Ensemble, les vidéos présentent divers extraits du groupe écrivant, répétant, voyageant, assistant à des séances de photo et se produisant en direct, y compris des versions des chansons allant du « matériel brut » au produit final du studio, entrecoupées de brèves interviews et d'interactions entre les membres.

## Paroles et thèmes
Le chanteur Jim Gray ont décrit l'album comme un « [album] concept… autour duquel nous avons construit un univers ». Dans une interview avec Matthew Evans de The AU Review, Gray parle du récit général de l'album en disant qu'il est « basé sur de deux villes » et raconte « l'histoire du voyage d'un groupe de personnes fuyant l'oppression et cherchant une nouvelle patrie libre de la tyrannie ». Gray a également déclaré que « le concept et l'histoire elle-même ne sont jamais explicités. Il y a une place pour l'interprétation », dans le sens où « le texte entre les pistes lie le tout ensemble ».

## Liste des titres
Paroles et musique par Jim Grey et Sam Vallen. Contributions musicales et lyrique de Zac Greensill sur la piste 6.
| 1.    | A Gift to Afterthought   | 6:17 |
| 2.    | Water's Edge             | 7:39 |
| 3.    | Atlas                    | 5:02 |
| 4.    | Into the White           | 8:19 |
| 5.    | Old Cracks in New Earth  | 6:30 |
| 6.    | Dark Hair Down           | 6:03 |
| 7.    | Thief                    | 2:09 |
| 8.    | All Is Quiet by the Wall | 8:18 |
| 50:17 |                          |      |

## Personnel
| Caligula's Horse - Jim Grey – chant - Sam Vallen – guitare - Zac Greensill – guitare - Dave Couper – basse - Geoff Irish – drums Production - Sam Vallen – production, ingénérie audio, mixage - Dale Prinsse – assistant ingénieur du son - Zac Greensill – assistant ingénieur du son - Dave Collins – mastering - Kelly Meyer – illustrations - Stephanie Bernard – photographie | Musiciens additionnels - Holly Terrens – flute dans "Into the White" - Michelle Wilson – violon dans "Water’s Edge" - Natasha Ivanovic – violon dans "Old Cracks in New Earth" - Stefanie Bernard – clarinette dans "Water’s Edge" and "Into the White" - Sean Thomas – piano électrique dans "All is Quiet by the Wall" - Boy Potts, Dario Lagana, Dave Couper, Geoff Irish, John Grey, Lucas Stone, Mitchell Legg, Sam Grey, Sam Vallen, Sean Thomas, Zac Greensill – voix additionnelles |